# Marienkalender

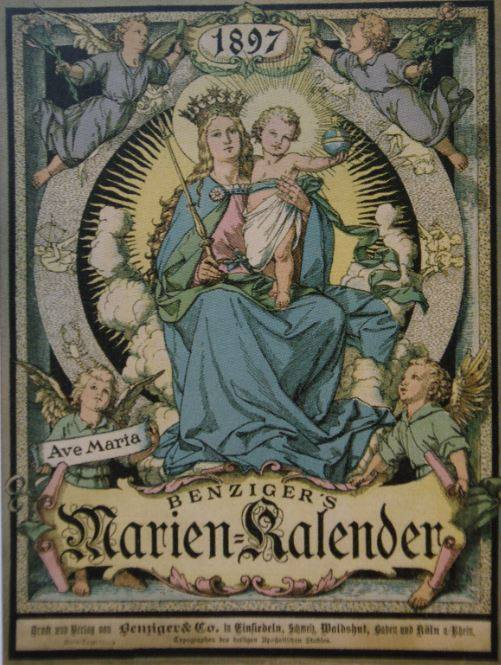
Benzigers Marienkalender für das Jahr 1897

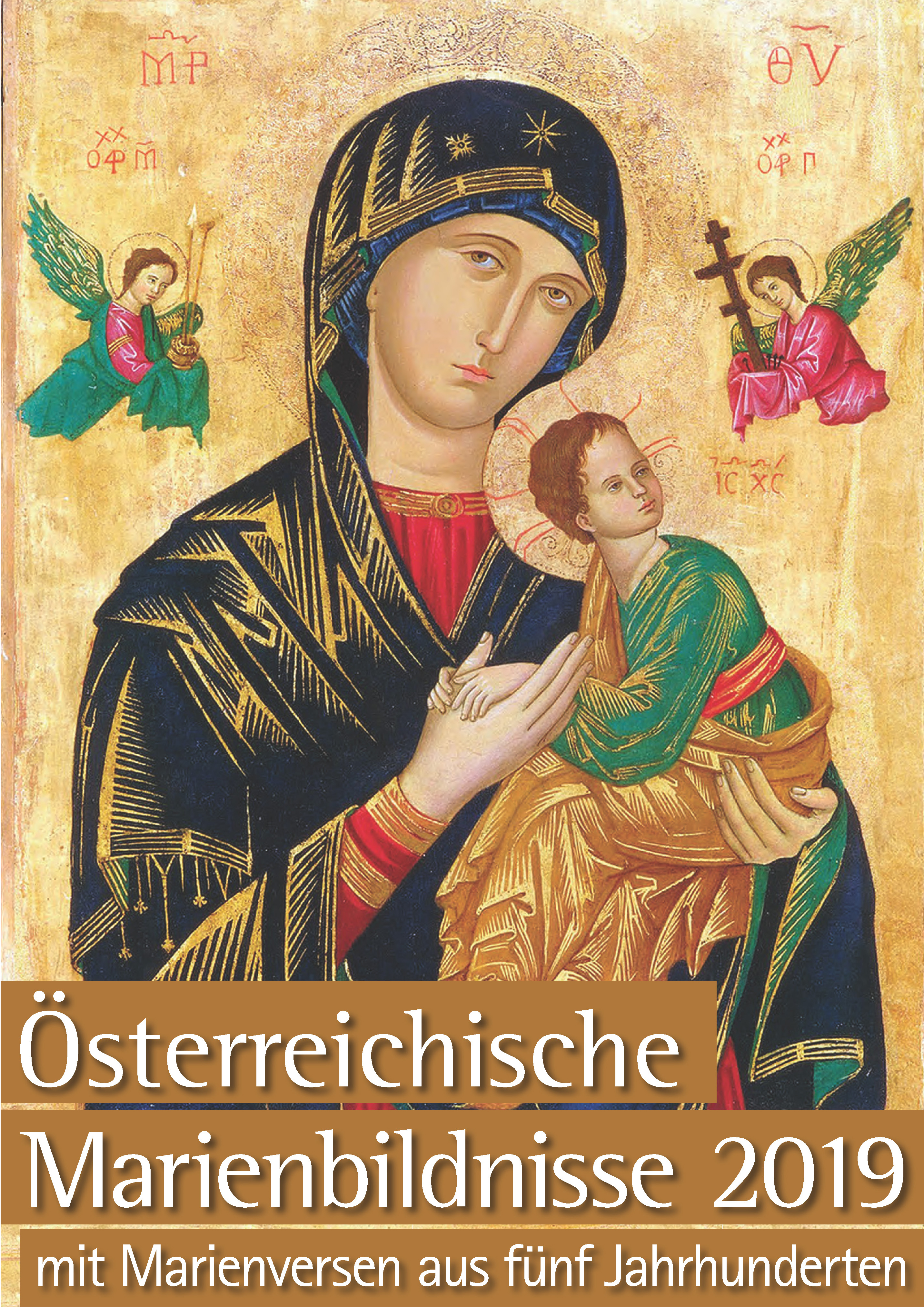
Österreichische Marienbildnisse 2019

Marienkalender waren eine vor allem im späten 19. Jahrhundert weit verbreitete Form von Volkskalendern vor dem Hintergrund der römisch-katholischen Heiligenverehrung, bei der Maria, die Mutter Jesu, eine zentrale Rolle einnimmt.

## Ursprung und Eigenart
Die Marienverehrung hat in der katholischen Kirche eine lange Geschichte, wobei Marienkalender als ein Ausdruck der Volksfrömmigkeit gesehen werden können. Eine Ursache für die starke Verbreitung dieser Kalender im späten 19. Jahrhundert war die am 8. Dezember 1854 von Papst Pius IX. proklamierte Bulle Ineffabilis Deus, die die Unbefleckte Empfängnis zum Dogma erhob.
Marienkalender enthalten neben einem Kalendarium vor allem bildliche, aber auch textliche Inhalte, die sich auf Maria und ihre Bedeutung für das Glaubensleben beziehen. Des Weiteren beinhalten viele Marienkalender allgemein lebenspraktische Elemente, die vor allem der bäuerlichen Lebensart entstammen. Dazu gehören zum Beispiel Mondphasen oder Bauernregeln. Hinzu kamen häufig Erzählungen oder Gedichte, die (mehr oder weniger stark) religiösen Bezug aufwiesen.
Während diese Kalender in der Zeit ihrer Hochblüte im deutschen Sprachraum eine Auflage von 400.000 Stück erreichten, gibt es heute im deutschen Sprachraum nur mehr einen regelmäßig erscheinenden Marienkalender.

## Bekannte historische Marienkalender im deutschsprachigen Raum (alphabetisch geordnet)
- Duderstädter Marienkalender[4] (1880 bis Ende der 1880er-Jahre, Deutschland)
- Eichsfelder Marienkalender[5] (1873–2003, Deutschland)
- Einsiedler Marienkalender[6] (Benziger’s Marienkalender – teilweise mit Texten von Karl May, Deutschland/Schweiz)
- Großer Marien-Kalender auf das Jahr[7] (1893–1918, Verlag Adalbert Horvath, Österreich)
- Kevelaer Marien-Kalender (1903–1907, Deutschland)
- Kleiner Marien-Kalender für das katholische Volk[7] (1890–1918, Verlag Adalbert Horvath, Österreich)
- Luxemburger Marienkalender (1877–2017, zuletzt erschienen im Verlag Editions Saint-Paul, Luxemburg)
- Marien-Kalender des Volksmissionars (1933–1958, Hofbauer-Verlag GmbH, Deutschland/Österreich)
- Marienkalender für das Eichsfeld[4] (1872 – Ende 1880er Jahre, Verlag Anton Julius Höfener, Deutschland)
- Marienkalender für Mitteldeutschland (1950–1952, Verlag Cordier, Deutschland)
- Marien-Kalender zur Förderung des christlichen Lebens (1923, Rumänien)
- Maria, Mutter Gottes: der neue Marienkalender (2005–2007, St.-Benno-Verlag, Deutschland)
- Neuer illustrirter Marien-Kalender zu Ehren unserer Lieben Frau von Lourdes (1889–1917, Deutschland)
- Österreichischer Marienkalender (österreichische Marienbildnisse, 2002–2019, Österreich)[8]
- Regensburger Marienkalender (1866–?, erschienen im Verlag Pustet, Deutschland)
- Riograndenser Marien-Kalender (1918–1936, Deutschland/Brasilien)
- Tiroler Marienkalender[9] (1874–1877, 1883–1888, 1890–1891, 1893–1898, 1900–1915, 1917–1920, Österreich)

## Aktuell erscheinende Marienkalender im deutschsprachigen Raum
- Marienkalender. Katholischer Taschenkalender der Tradition nach den Rubriken des hl. Papstes Johannes XXIII. Mit den Eigenfesten aller Diözesen Deutschlands. Berlin: Marienverlag.[3]